# Ani ve snu!
Ani ve snu! je český film režiséra Petra Oukropce z roku 2016. Pojednává o patnáctileté Lauře, která dokáže cestovat do paralelního romantického světa.
Ve filmu hrají Barbora Štikarová, Klára Melíšková, Jan Vondráček, Ivan Martinka, Toman Rychtera, Martina Kavanová, Jáchym Novotný, Adam Mišík.
Film byl v únoru 2016 uveden na Berlinale.

## Recenze
- František Fuka, FFFilm